# Mr.Fish
Mr. Fishは、1960年代後半から1970年代初頭にかけてロンドンで展開された、英国のメンズファッションブランド。創設者はファッションデザイナーのマイケル・フィッシュ。従来の男性服飾に対する革新的アプローチにより、ファッションにおける「スウィンギング・シックスティーズ」の精神を体現し、男性の装いに自由と華やかさをもたらしたことで知られる。

## 概要
Mr. Fishは、マイケル・フィッシュがターンブル&アッサー在籍中に築いたデザイン哲学を基盤に、1960年代の文化的高揚期に誕生した。ブランドはジャーミン・ストリートに店舗を構え、従来の英国紳士服の枠を超えた装飾的でジェンダーを横断するデザインを展開。ペイズリー柄、フリル付きシャツ、ドレス的なシルエットなどを積極的に採り入れ、ファッションにおける男性表現の可能性を拡張した。
とくにMr. Fishは、当時の男性ファッションに装飾性と個性を取り戻す運動である「ピーコック革命」の中核的存在となり、スウィンギング・シックスティーズのファッション的象徴のひとつとして位置づけられている。

## 店舗と展開
ブランドの旗艦店はロンドン・ジャーミン・ストリートに所在し、ターンブル&アッサーの至近に立地。既製服（プレタポルテ）ラインや、独自にデザインされたシャツ・ネクタイ・スーツなどを展開し、若年層からアーティスト、俳優、音楽家などに愛された。フィッシュのデザインは「男性の装飾回帰」として注目を集め、ユニセックスファッションや現代のジェンダーレスな潮流にも影響を与えた。

## 主な顧客と着用例
Mr. Fishの顧客には、1960年代〜70年代を代表する数多くの文化的アイコンが名を連ねた。
- デヴィッド・ボウイ – アルバム『世界を売った男』（1970年）のジャケット撮影にて、Mr. Fishによるドレスを着用。
- ミック・ジャガー – 1969年のハイドパーク・フリーコンサートにて、白いフリル付きドレスシャツとスカートスタイルを披露。
- ショーン・コネリー – フィッシュがターンブル&アッサーに在籍していた1962年、映画『007 ドクター・ノオ』のジェームズ・ボンド役衣装を手がけた。
- ピーター・セラーズ、モハメド・アリ、ザ・ビートルズ など、多岐にわたる著名人たちが愛用した。

## 影響
Mr. Fishは、メンズファッションにおけるジェンダー表現の拡張において先駆的役割を果たし、現代におけるユニセックスファッションやノンバイナリーファッションの先取りと評される。ファッションの政治性やアイデンティティの可視化にも通じる表現として、そのデザイン哲学は美術館やアーカイブにおいても再評価されている。

## ブランドの終焉と再評価
1970年代中盤に店舗は閉鎖されたが、Mr. Fishのスタイルは後のヴィンテージファッションやサブカルチャー文脈で再注目されている。特にデヴィッド・ボウイの装いを通じてファッション史に名を刻み、現代の展覧会や文献で紹介される機会も増えている。